# Senés
Senés er en by og kommune i det sydøstlige Spanien i provinsen Almería. Den har et indbyggertal på 278 (2024) indbyggere.